# Xanthopimpla tessmanni
Xanthopimpla tessmanni är en stekelart som beskrevs av Krieger 1915. Xanthopimpla tessmanni ingår i släktet Xanthopimpla och familjen brokparasitsteklar. Inga underarter finns listade i Catalogue of Life.